# Niños, cocina, iglesia

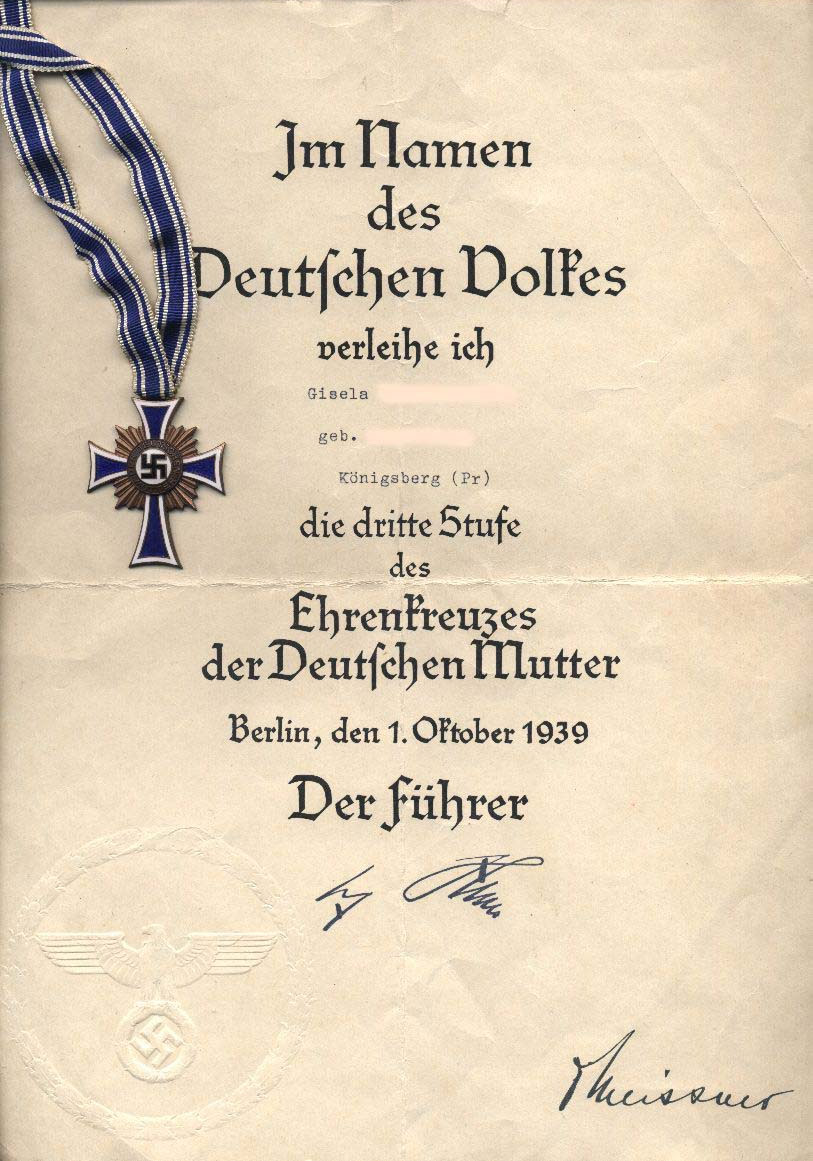
Premio Cruz de Honor de la Madre Alemana otorgado a mujeres que tienen cuatro o más hijos.

Niños, cocina, iglesia (en alemán: "Kinder, Küche, Kirche"), también conocido como "las tres K, o "3K" es un concepto alemán.

## Historia
El concepto figura en el segundo volumen del libro "Glosario de proverbios alemanes: un tesoro del pueblo alemán" de Karl Friedrich Wilhelm Wander, publicado en 1870.
También fue un lema empleado durante el Imperio alemán para describir los elementos que debían guiar en la vida de una mujer.
Además de las tres K, existen las variantes cuatro K y cinco K. La variante de las cuatro K, «Niños, cocina, iglesia, ropa» (Kinder, Küche, Kirche, Kleider), se encuentra en el libro "El mundo hecho por el hombre" de Charlotte Perkins Gilman, publicado en 1911; y la variante de las cinco K, Kammer, Kinder, Küche, Keller, Kleider («Dormitorio, niños, cocina, bodega, ropa»), en la colección de proverbios alemanes "La sabiduría de las calles" por Johann Michael Sailer publicado por primera vez en 1810. Sin embargo, las tres K son la variante más conocida.
En septiembre de 1934, en un discurso ante la Liga Nacionalsocialista de Mujeres, Adolf Hitler argumentó que para la mujer alemana su «mundo es su esposo, su familia, sus hijos y su hogar», una política reforzada por el énfasis de las 3 K en publicidad, y por el Premio Cruz de Honor de la Madre Alemana otorgado a mujeres que tienen cuatro o más hijos.
La frase es vagamente equivalente al concepto barefoot and pregnant («descalza y embarazada») de los países anglosajones. Hoy en día tiene una connotación despectiva, que describe un modelo femenino considerado anticuado en la sociedad occidental contemporánea.